# Comuna Hässleholm
Hässleholm (Hässleholms kommun) este o comună din comitatul Skåne län, Suedia, cu o populație de 50.227 locuitori (2013).

## Geografie

### Zone urbane
Lista celor mai mari zone urbane din comună (anul 2015) conform Biroului Central de Statistică al Suediei:
| Nr | Zona urbană | Pop.   |
| -- | ----------- | ------ |
| 1  | Hässleholm  | 19.309 |
| 2  | Tyringe     | 4.712  |
| 3  | Vinslöv     | 3.989  |
| 4  | Bjärnum     | 2.755  |
| 5  | Sösdala     | 1.808  |
| 6  | Vittsjö     | 1.787  |
| 7  | Hästveda    | 1.693  |
| 8  | Sjörröd     | 1.169  |
| 9  | Tormestorp  | 1.043  |
| 10 | Stoby       | 729    |

## Demografie
| \| Evoluția demografică în comuna Hässleholm, 1970–2015 \| Evoluția demografică în comuna Hässleholm, 1970–2015 \| Evoluția demografică în comuna Hässleholm, 1970–2015 \| Evoluția demografică în comuna Hässleholm, 1970–2015 \| Evoluția demografică în comuna Hässleholm, 1970–2015 \| \| ----------------------------------------------------------------------------------------------------- \| ---------------------------------------------------- \| ---------------------------------------------------- \| ---------------------------------------------------- \| ---------------------------------------------------- \| \| An \| \| \| Locuitori \| \| \| 1970 \| 1970 \| \| 46602 \| 46602 \| \| 1975 \| 1975 \| \| 48339 \| 48339 \| \| 1980 \| 1980 \| \| 48854 \| 48854 \| \| 1985 \| 1985 \| \| 48446 \| 48446 \| \| 1990 \| 1990 \| \| 49106 \| 49106 \| \| 1995 \| 1995 \| \| 49790 \| 49790 \| \| 2000 \| 2000 \| \| 48580 \| 48580 \| \| 2005 \| 2005 \| \| 49148 \| 49148 \| \| 2010 \| 2010 \| \| 50107 \| 50107 \| \| 2015 \| 2015 \| \| 51048 \| 51048 \| \| Sursa: SCB - Statistika Centralbyrån, Folkmängd efter region, civilstånd, ålder och kön. År 1968–2016 \| \| \| \| \| |      |  |           |       |
| Evoluția demografică în comuna Hässleholm, 1970–2015 |      |  |           |       |
| An |      |  | Locuitori |       |
| 1970 | 1970 |  | 46602     | 46602 |
| 1975 | 1975 |  | 48339     | 48339 |
| 1980 | 1980 |  | 48854     | 48854 |
| 1985 | 1985 |  | 48446     | 48446 |
| 1990 | 1990 |  | 49106     | 49106 |
| 1995 | 1995 |  | 49790     | 49790 |
| 2000 | 2000 |  | 48580     | 48580 |
| 2005 | 2005 |  | 49148     | 49148 |
| 2010 | 2010 |  | 50107     | 50107 |
| 2015 | 2015 |  | 51048     | 51048 |
| Sursa: SCB - Statistika Centralbyrån, Folkmängd efter region, civilstånd, ålder och kön. År 1968–2016 |      |  |           |       |